# KISSA NOUVELLE VAGUE
KISSA NOUVELLE VAGUE（きっさヌーベルバーグ）は、かつてエフエム京都(α-STATION)で2008年4月から2010年3月まで放送されていた、ラジオ番組である。前番組はα-SWEET CAFÉである。

## 番組概要
茂山家若手狂言師集団HANAGATAのメンバーが、狂言やイベント情報などの京都の情報を伝える番組。伝統芸能、詩人、落語家、職人などのさまざまなクリエーターをゲストに迎えることもあった。

## DJ
- HANAGATA（茂山正邦・宗彦・茂・逸平・童司）が週代わりで担当

## 放送時間の遍歴
- 2008年4月～2009年3月 - 日曜日9:00～11:00
- 2009年4月～2010年3月 - 土曜日23:00～24:00